# Vlag van Seborga

Vlag van Seborga

De vlag van het vorstendom Seborga is opgebouwd uit twee secties: het linkergedeelte, dat een derde van de lengte meet, heeft een witte achtergrond, waarop een blauw wapenschild met een wit kruis en een koninklijke kroon staat; het rechtergedeelte, dat twee derde van de lengte meet, heeft een witte achtergrond en negen horizontale banden van blauwe kleur, die op gelijke afstand van elkaar zijn geplaatst. Het huidige ontwerp werd in 2024 officieel aangenomen.
De negen blauwe banden vertegenwoordigen de eerste negen tempeliers, die volgens bepaalde legendes als zodanig in Seborga zouden zijn geordend. Het wapenschild met een koninklijke kroon lijkt te zijn afgeleid van het Huis Savoye. Het schild, dat het wapen van Savoye rood is, heeft een lichtblauwe kleur, vermoedelijk om te duiden op het feit dat Seborga zich in een zeevarend gebied bevindt, of mogelijk omdat de Savoye het dorp heeft aangekocht van de monniken die aan de kust woonden bij de Lérins-eilanden.

## Geschiedenis
De twee kleuren van de vlag gaan terug tot historische tijden. Aangezien het vorstendom Seborga zichzelf ziet als de opvolger van zijn historische voorganger, heeft het zijn kleuren overgenomen in zijn staatsvlag. De historische vlag van Seborga was verdeeld door een diagonale lijn van de linkerbovenhoek naar de rechterbenedenhoek, die de blauwe en witte kleuren scheidde. Er zijn geen definitieve bronnen over de betekenis van de kleuren, maar de blauwe kleur verwijst waarschijnlijk naar de cisterciënzerorde.
In 1963 werd het hertogdom Seborga uitgeroepen onder leiding van prins George I. Op 23 april 1995 werd in de stad een referendum gehouden, waarbij 98% van de deelnemers voor onafhankelijkheid stemde. Op dat moment werd George I herkozen en werd de eerste vlag aangenomen. Hij is gebaseerd op de historische vlag, met het nieuwe wapen van Seborga ingevoegd in het midden van de diagonaal gesplitste vlag. Deze vlag was in gebruik tot 1997, toen hij werd vervangen door de versie met zeventien strepen die tot en met 2024 werd gebruikt.
De vlag werd opnieuw veranderd in 2024, toen de afbeelding van het wapen met een koninklijke kroon en de kleuren van de vlag opnieuw werden gedefinieerd.

## Vorige vlaggen

12e eeuw-1729
1995-1997
1997-2024